# Bjurtjärnarna, Dalarna
Bjurtjärnarna är en sjö i Mora kommun i Dalarna och ingår i Dalälvens huvudavrinningsområde. Sjön har en area på 0,146 kvadratkilometer och ligger 332,1 meter över havet.

## Delavrinningsområde
Bjurtjärnarna ingår i det delavrinningsområde (673523-142368) som SMHI kallar för Mynnar i Södra Sävsjön. Medelhöjden är 388 meter över havet och ytan är 8,36 kvadratkilometer. Det finns inga avrinningsområden uppströms utan avrinningsområdet är högsta punkten. Vattendraget som avvattnar avrinningsområdet har biflödesordning 4, vilket innebär att vattnet flödar genom totalt 4 vattendrag innan det når havet efter 333 kilometer. Avrinningsområdet består mestadels av skog (67 procent). Avrinningsområdet har 0,14 kvadratkilometer vattenytor vilket ger det en sjöprocent på 20,2 procent.